# Orthonormale basis
In de lineaire algebra heet een basis van een vectorruimte met inwendig product, bestaande uit de vectoren {\displaystyle e_{1},e_{2},\ldots }, een orthonormale basis, als de basis een orthonormaal stelsel is. Dat houdt in dat de vectoren uit de basis onderling orthogonaal zijn en elk de lengte 1 heeft. Er geldt dus dat voor elke {\displaystyle e_{i}} en {\displaystyle e_{j}}:
{\displaystyle \langle e_{i},e_{j}\rangle =0} als {\displaystyle i\neq j}
{\displaystyle \langle e_{i},e_{i}\rangle =\|e_{i}\|^{2}=1}
Anders geformuleerd: {\displaystyle \langle e_{i},e_{j}\rangle =\delta _{ij}} (de Kronecker-delta). 
In deze relaties is {\displaystyle \langle .,.\rangle } het inwendige product, dat ook wel genoteerd wordt met {\displaystyle \cdot }.

Omgekeerd geldt dat als een basis van een vectorruimte per definitie als orthonormaal wordt beschouwd, dit een inwendig product induceert waarvoor
{\displaystyle \langle e_{i},e_{j}\rangle =\delta _{ij}},
namelijk het standaardinproduct
{\displaystyle \langle x,y\rangle =\sum _{i=1}^{n}x_{i}{\bar {y_{i}}}}
met {\displaystyle x_{i}} en {\displaystyle y_{i}} de coördinaten ten opzichte van de basis.

## Voorbeelden

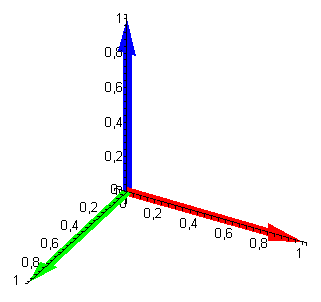
De vectoren {(1,0,0), (0,1,0), (0,0,1)} vormen een orthonormale basis van de 3D-ruimte

- {\displaystyle \{(1,0),(0,1)\}} is een orthonormale basis van de vectorruimte {\displaystyle \mathbb {R} ^{2}}. Dit gaat uit van het standaardinproduct als inwendig product, of geldt per definitie, waaruit als inwendig product het standaardinproduct volgt. Heel algemeen is de standaardbasis {\displaystyle \{(1,0,0,\ldots ,0,0),(0,1,0,0,\ldots ,0,0),\ldots ,(0,0,\ldots ,0,1)\}} van de vectorruimte {\displaystyle \mathbb {R} ^{p}} orthonormaal.
- Ook het stelsel {\displaystyle \{({\tfrac {1}{2}}{\sqrt {2}},{\tfrac {1}{2}}{\sqrt {2}}),({\tfrac {1}{2}}{\sqrt {2}},-{\tfrac {1}{2}}{\sqrt {2}})\}} is een orthonormale basis van de vectorruimte {\displaystyle \mathbb {R} ^{2}}.
- Het stelsel functies {\displaystyle \{f_{n}\mid n\in \mathbb {Z} \}}, met {\displaystyle f_{n}(t)=e^{in\omega t}} vormt een orthonormale basis van de vectorruimte van de periodieke functies met periode {\displaystyle T=2\pi /\omega } en als inwendig product:

{\displaystyle (f_{n},f_{m})={\frac {1}{T}}\int _{0}^{T}{\overline {f_{n}(t)}}f_{m}(t)\mathrm {d} t}
Deze eigenschap wordt gebruikt bij de fourieranalyse.

## Eigenschappen
De Gram-Schmidtmethode geeft een directe methode om een willekeurige basis om te vormen tot een orthonormale basis.
De kolommen (en rijen) van een {\displaystyle n}-dimensionale, orthogonale transformatie vormen een orthonormale basis van vectoren voor {\displaystyle \mathbb {R} ^{n}}.

## Toepassing
Elke vector van een vectorruimte met basis {\displaystyle S} heeft unieke coördinaten ten opzichte van die basis. Indien de basis daarenboven orthonormaal is, kunnen die coördinaten afzonderlijk berekend worden door middel van het geldende inproduct. Men kan aantonen dat de {\displaystyle i}-de coördinaat van een vector {\displaystyle u} ten opzichte van de orthonormale basis {\displaystyle S=\{b_{1},b_{2},\ldots \}} gelijk is aan het inproduct van {\displaystyle u} met de {\displaystyle i}-de basisvector:
{\displaystyle u=\sum _{i}\langle u,b_{i}\rangle \,b_{i}}